# 豊中インターチェンジ

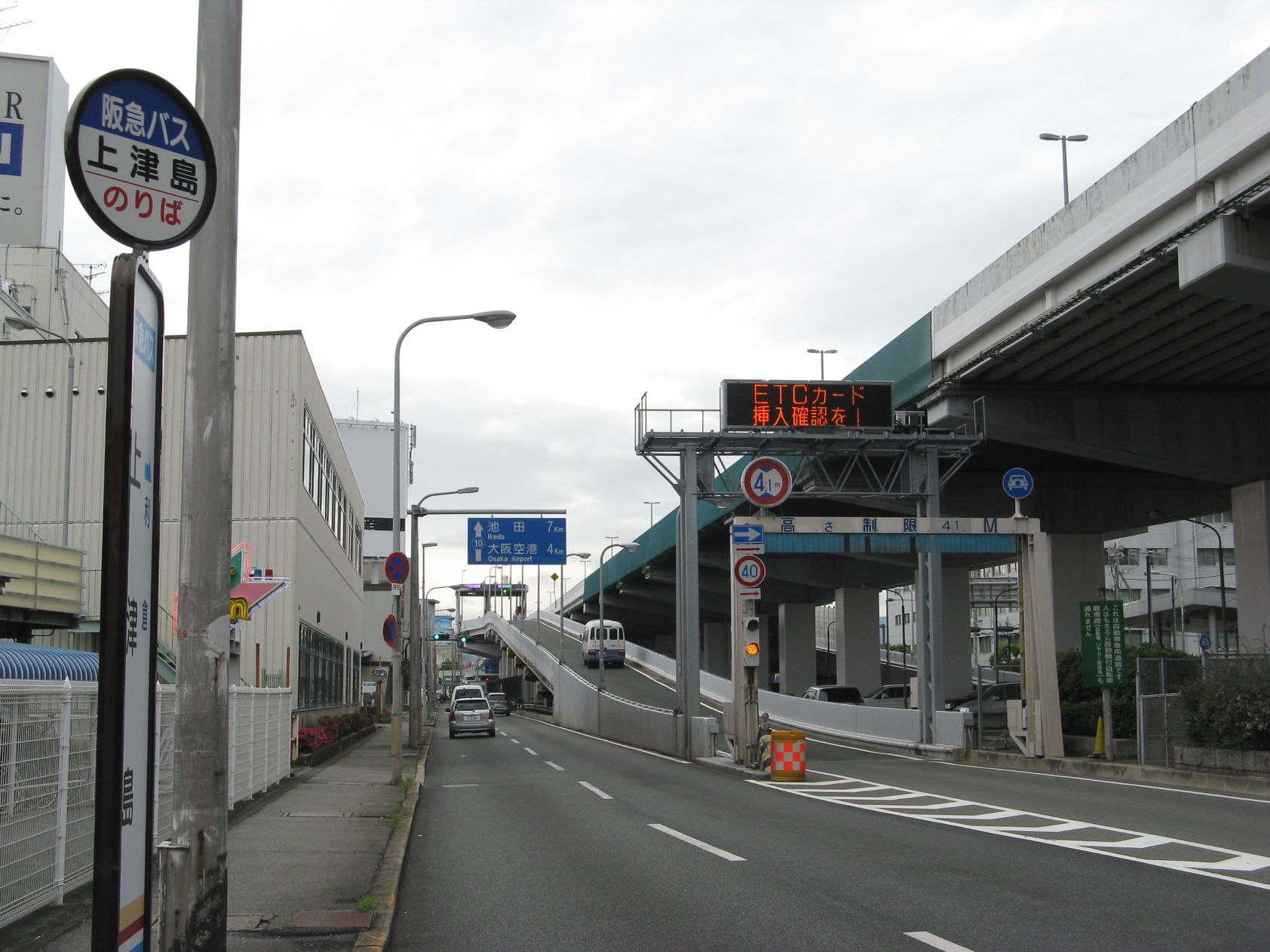
阪神高速11号池田線豊中南出入口
（池田方面入口）

豊中インターチェンジ（とよなかインターチェンジ）は、大阪府豊中市の名神高速道路上のインターチェンジ。
大阪市街や大阪港の最寄りインターチェンジのひとつ。名神高速道路から阪神高速11号池田線への料金所では合併徴収されるので実体はジャンクションであり（「豊中ジャンクション」と誤記されることも少なくない）、阪神高速豊中南出入口（とよなかみなみでいりぐち）についてもここで述べる。
所在は大阪府豊中市であるが、隣接している兵庫県尼崎市からの利用も多い。

## 道路
- E1 名神高速道路（36番）
- 阪神高速11号池田線（11-07,11-08）

## 接続する道路
- 大阪府道10号大阪池田線（みてじま筋、空港線）
- 大阪府道606号西宮豊中線（大阪内環状線）

## 料金所
- ブース数：16

### 名神高速入口など
- ブース数：4
  - ETC•一般：4

### 名神高速出口など
- ブース数：12
  - ETC専用：6
  - ETC•一般：2
  - 一般：4

## バスストップ
- 豊中BS - 現在の出口側料金所事務所の北側にバスストップのホーム跡がある。1964年から1970年まで、日本急行バス・国鉄バスが運行する高速バス（名神高速線）が停車する「名神豊中」停留所があった。
- 名神口歩道橋付近の府道大阪池田線上には、前項の高速バス利用者へのアクセスとして、1965年から1978年まで大阪市営バス伊丹線「豊中インターチェンジ」停留所、1965年から2014年まで阪急バス千舟線（岡町加島線）「名神豊中」停留所があった。
- 阪急バスの「名神豊中」停留所は、阪急バス岡町加島線が2014年12月27日ダイヤ改正で廃止されたことにより、当停留所も廃止された[2]。

## 歴史
- 1963年（昭和38年）7月16日 - 名神高速道路 尼崎IC - 栗東IC間の開通にあわせて設置。
- 1967年（昭和42年） - 阪神高速の福島 - 豊中北間が開通し、豊中ICにて名神高速と阪神高速が接続される。豊中南出入口（大阪方面(11-07)）が成立。
- 1968年（昭和43年） - 阪神高速の大阪空港までの全線が開通。これにより豊中南出入口（一般道と池田方面接続(11-08)）が名神豊中ICの700m北に設置。
- 1995年（平成7年） - 阪神・淡路大震災が発生。料金所の屋根が落下しトラック1台が押しつぶされるなどの被害を受けた。

## 周辺
- 大阪国際空港
- 園田競馬場
- 猪名川公園
- 大阪府立服部緑地公園
- 田能遺跡
- ロイヤルホームセンター豊中店（路外PA対象店舗）[3]

## 隣
E1 名神高速道路
(35)吹田JCT/IC - 吹田SA - (36)豊中IC - (37)尼崎IC
阪神高速道路11号池田線
(11-05)塚本出入口 - (11-06)加島出入口 - (11-07,11-08)豊中南出入口 - (11-09)豊中北出入口 - 大阪空港TB - (11-10)大阪空港出入口